# L'eredità Scarlatti
L'Eredità Scarlatti (The Scarlatti Inheritance) è un romanzo di spionaggio pubblicato nel 1971, opera d'esordio di Robert Ludlum.
Il libro è stato tradotto in olandese, spagnolo, turco, svedese, norvegese, portoghese, neogreco, tedesco, finlandese, polacco, ungherese, italiano.

## Trama
Durante la seconda guerra mondiale i servizi segreti americani vengono a conoscenza del fatto che alti funzionari nazisti sarebbero disposti a porre fine alla guerra tramite la divulgazione di informazioni di grande valore. La contropartita consiste nella cessione dei documenti relativi all'Eredità Scarlatti, tramite i quali verrebbe annientato il potere di una serie di personaggi economicamente e politicamente rilevanti del mondo occidentale.

## Personaggi
- Elisabeth Scarlett: ereditiera e madre di Ulster Stewart Scarlett e Chancellor Drew Scarlett
- Chancellor Drew Scarlett: secondogenito di Elisabeth Scarlett
- Ulster Stewart Scarlett:terzogenito di Elisabeth Scarlett ed eroe della Prima Guerra Mondiale
- Benjamin Reynolds:Contabile presso il governo degli Stati Uniti d'America
- Gregor Strasser: Ufficiale dell'esercito tedesco
- Jefferson Cartwright:Sottoposto di Reynolds
- Matthew Canfield: ufficiale dell'esercito Statunitense

## Edizione in italiano
- Robert Ludlum, L'eredità Scarlatti, collana Oscar bestsellers n° 64, traduzione di Margherita Bignardi, Milano, 1979  [1971],  pp. 350].
- Robert Ludlum, L'eredità Scarlatti, Feltre: Centro Internazionale del Libro parlato, dopo il 2005
- Robert Ludlum, L'eredità Scarlatti, romanzo, traduzione dall'inglese di Margherita Bignardi, Roma: Fanucci, 2007